# Shirokane-Takanawa (metropolitana di Tokyo)
Shirokane-Takanawa (白金高輪駅?, Shirokane-Takanawa-eki) è una stazione della metropolitana di Tokyo che si trova a Minato. La stazione è servita sia dalla Tokyo Metro che dalla Toei.

## Struttura
La stazione è dotata di due piattaforme a isola con quattro binari sotterranei serventi entrambe le linee.
| 1 | Linea Mita                | Per Mita, Sugamo e Nishi-Takashimadaira      |
| 2 | Tokyo Metro Linea Namboku | Per Yotsuya, Akabane-Iwabuchi e Urawa-Misono |
| 3 | Linea Namboku             | per Meguro, Musashi-Kosugi e Hiyoshi         |
| 4 | Linea Mita                | per Meguro, Musashi-Kosugi e Hiyoshi         |

## Stazioni adiacenti
| «             | Servizio      | »             |
| Linea Namboku | Linea Namboku | Linea Namboku |
| ------------- | ------------- | ------------- |
| Shirokanedai  | -             | Azabu-Jūban   |
| Linea Mita    |               |               |
| Shirokanedai  | -             | Mita          |